# Mijaíl Skóbelev
Mijaíl Dmítrievich Skóbelev (en ruso: Михаил Дмитриевич Скобелев; San Petersburgo, 29 de septiembre [17 de septiembre del Calendario Juliano] de 1843-Moscú, 7 de julio [25 de junio del Calendario Juliano] de 1882) fue un general ruso conocido por participar en la conquista rusa de Asia Central, dentro del Gran Juego y por su participación en la Guerra Ruso-Turca (1877-1878). Era conocido por sus soldados como el “General Blanco” por su gusto por las casacas y corceles de ese color. Fue considerado por Bernard Montgomery como el mejor general entre los años 1870 y 1914.
Murió en extrañas circunstancias y pronto se especuló con que murió envenenado posiblemente por defender las teorías del Paneslavismo contrarias a los acuerdos con el Imperio alemán y el Imperio austrohúngaro.  

## Biografía

### Primeros años
Mijaíl Skóbelev nació el 29 de septiembre de 1843 en el seno de una familia de larga tradición militar. Su padre era Dmitri Skóbelev quien poseía el rango de teniente del Regimiento de Caballería de la Guardia quien participó en la Guerra de Crimea y más tarde alcanzaría el rango de general. Su abuelo Iván Skóbelev había luchado contra Napoleón Bonaparte en 1812 como ayudante de Mijaíl Kutúzov y ostentó el rango de capitán general.

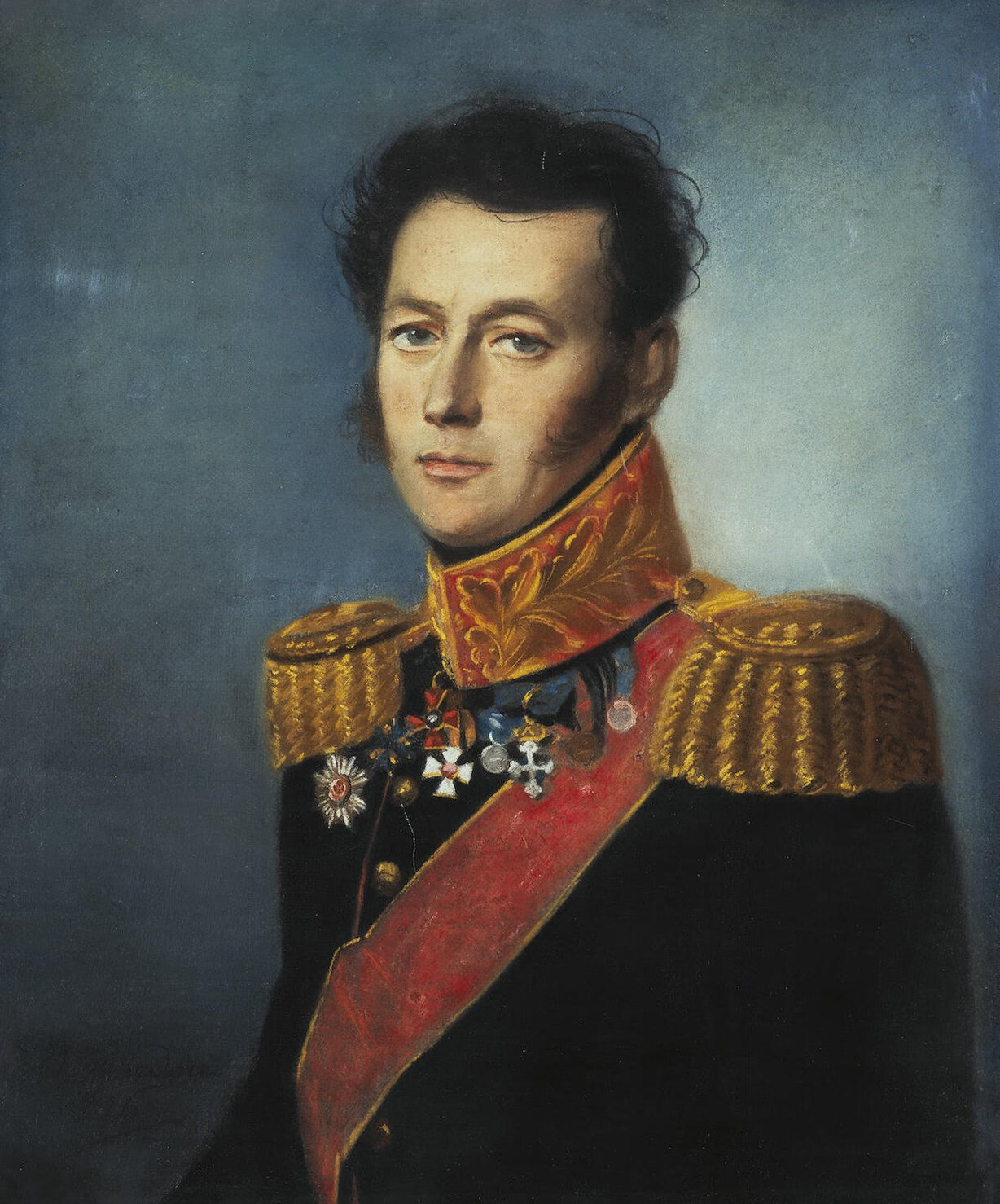
Iván Skóbelev. Obra de Bardou Karl Wilhelm.

Su abuelo Iván se ocupó de la educación del joven Mijaíl hasta su muerte tras la que el joven fue enviado a Francia para continuar con sus estudios.
Regresó a Rusia en 1861 para ingresar en la Universidad de San Petersburgo pero pronto abandonó los estudios para solicitar el ingreso en un regimiento de caballería de la guardia.
Mijaíl Skóbelev se graduó en la Academia del Estado Mayor tras lo que solicitó su envió a Turquestán den 1868 donde participó en la conquista del Turquestán y en el Gran Juego.
Durante la expedición contra el Janato de Jiva de 1874 se disfrazó de turcomano y exploró la ruta a Jiva por el cauce del río Oxus. 
En 1875 consigue un puesto importante en la expedición contra el Janato de Joqand bajo el mando del general Konstantin von Kaufman en la que por primera vez consigue distinguirse cuando llevó a cabo una cruel campaña contra los rebeldes antirrusos.
Una vez que el Imperio Ruso se anexionó la región de Ferganá fue nombrado gobernador militar de la región.

### La guerra Ruso-Turca (1877-1878)

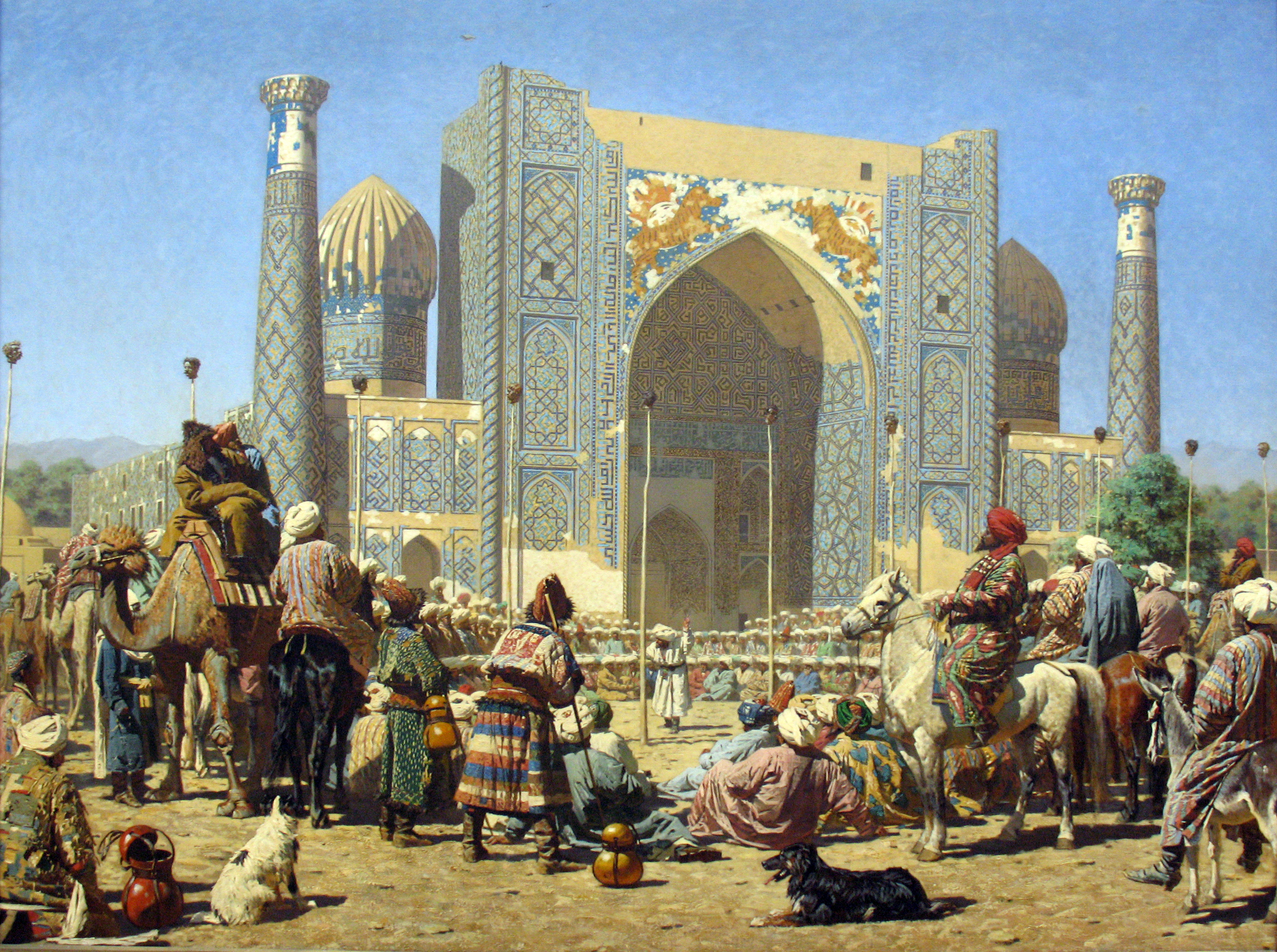
El Emir de Bujará se reúne en Samarcanda con los notables de la ciudad mientras se ven las cabezas de un destacamento de soldados rusos empaladas. Obra de Vasili Vereshchaguin.

En abril de 1877 comenzó la  Guerra Ruso-Turca  que comenzó con la excusa rusa de liberar a sus hermanos eslavos que se encontraban sometidos al Imperio Otomano.
Mijaíl Skóbelev fue entonces destinado a los Balcanes aunque durante los primeros compases de la guerra no tuvo un mando destacado.
En julio de 1877 el ejército turco, bajo el mando de Osmán Pashá, se fortificó en la ciudad de Pleven, situada en un importante cruce de caminos en el norte de Bulgaria. El ejército turco, de 34.000 soldados, tenía que hacer frente a un ejército más numeroso formado por rusos y rumanos que rondaba los 84.000 soldados.  La artillería, asimismo, beneficiaba a los aliados que poseían 424 cañones por solo 72 turcos.  Sin embargo, el ejército turco estaba liderado por un general muy capaz como era Osman Pasha quien trabajó por fortificar Pleven. Osman Pasha creó un frente despejado donde el poder defensivo de las nuevas armas de retrocarga ayudase en la defensa. 

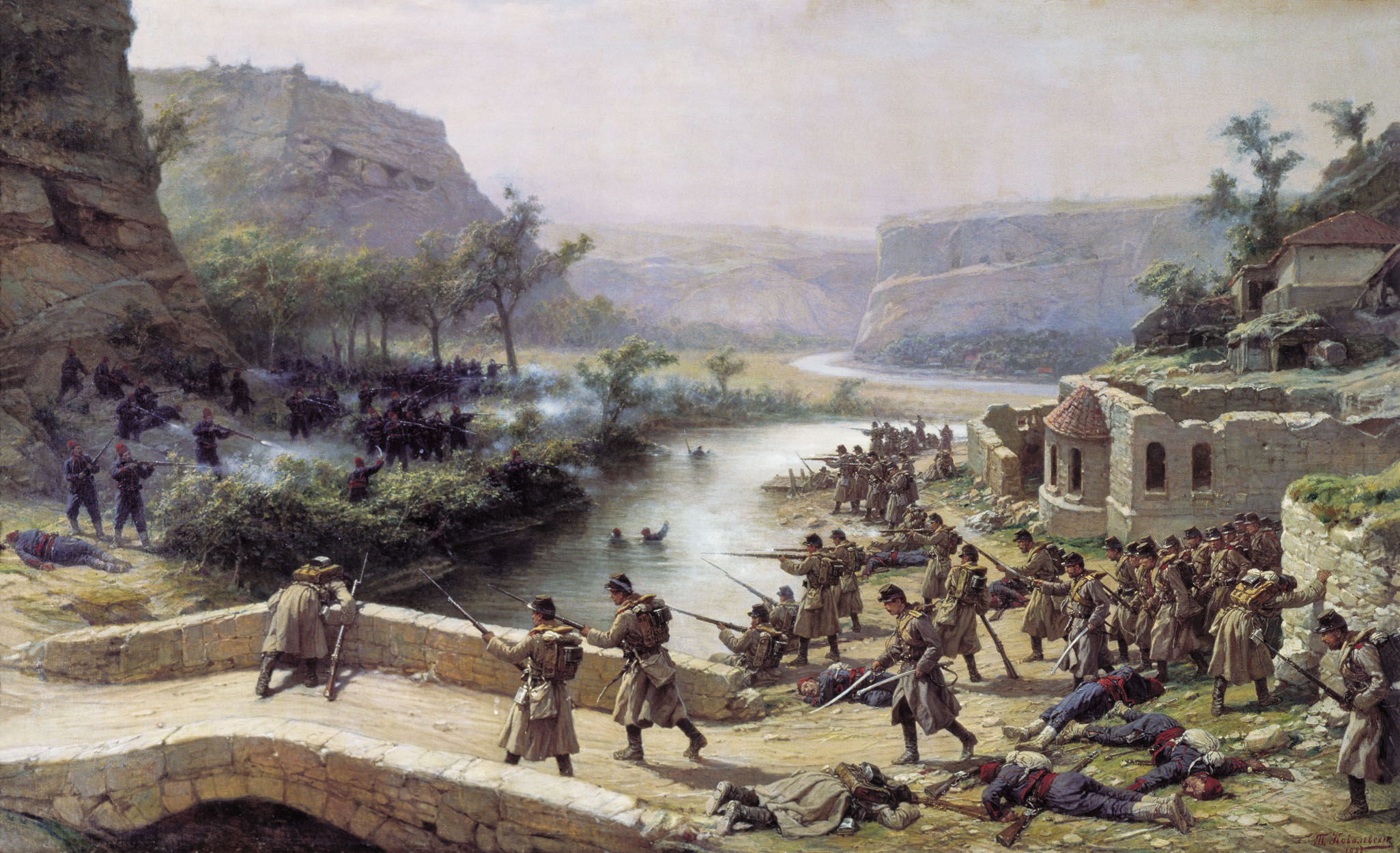
Combate entre soldados rusos y otomanos en la Guerra Ruso-Turca. Obra de Pável Kovalevski.

Los dos primeros asaltos, realizados en julio y agosto, supusieron un fracaso para las armas rusas que sufrió grandes pérdidas. Sin inmutarse por las terribles bajas, los aliados decidieron dar un tercer asalto el día 11 de septiembre, al tiempo que Carlos I de Rumania llegaba para hacerse cargo del ejército. Se decidió atacar los reductos de Grivitsa que se encontraban al este de la posición turca.  Sin embargo el empeño del ejército aliado por tomar la posición fue costoso e inútil. Sin embargo las fuerzas aliadas del flanco derecho consiguieron tener mayor éxito. Estas unidades estaban dirigidas por Mijaíl Skóbelev.

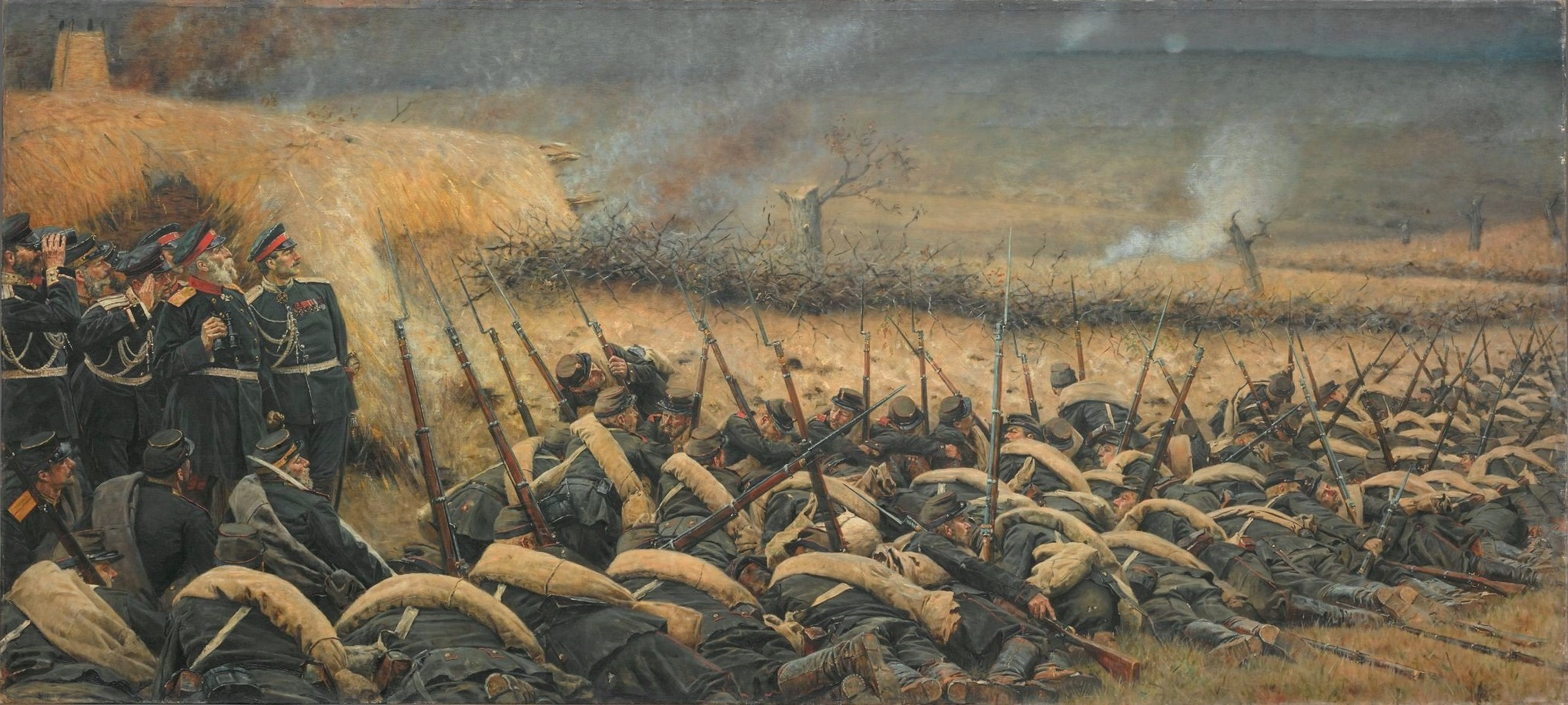
Soldados rusos preparándose para el ataque en el Sitio de Pleven. Obra de Vasili Vereshchaguin.

Los asaltos que Mijaíl Skóbelev dirigió contra Pleven el 11 y 12 de septiembre de 1877, ayudaron a que su figura alcanzara una categoría casi mítica en Rusia. Skóbelev analizó correctamente el terreno y la situación e identificó la oportunidad táctica que se le brindaba. Según el plan, Mijaíl Skóbelev debía realizar un ataque que sirviese de apoyo y distracción para el ataque principal contra Grivitsa. El debía atacar los reductos que se encontraban al oeste de Pleven para lo que debía superar una distancia de 5 km en los que podría cubrirse por tres colinas.
El asalto había sido precedido por cuatro días de preparación artillera pero que tuvo un pequeño efecto contra las posiciones turcas. Tras callar la artillería comenzó el avance de la infantería aliada pero se produjo bajo una total confusión del mando aliado. El centro atacó tres horas antes de lo planificado y el flanco izquierdo aliado tuvo que retirarse con numerosas bajas.
Mijaíl Skóbelev y las tropas rusas del flanco derecho pudieron desalojar a los turcos de una posición avanzada tras lo que ocupó una de las colinas que se encontraban frente a los reductos turcos. Tras fortificar la posición avanzó hasta la tercera colina con una fuerza de 1.000 soldados, a medio km de las líneas turcas. Los rusos incitaron a los turcos a salir de sus posiciones y estos realizaron un fuerte contraataque pero Mijaíl Skóbelev envió más tropas a la lucha y los turcos tuvieron que retirarse.
El siguiente paso fue la colocación de 22 cañones en la segunda colina y 10 en la tercera. Tras bombardear los reductos ordenó el avance de todas las unidades.

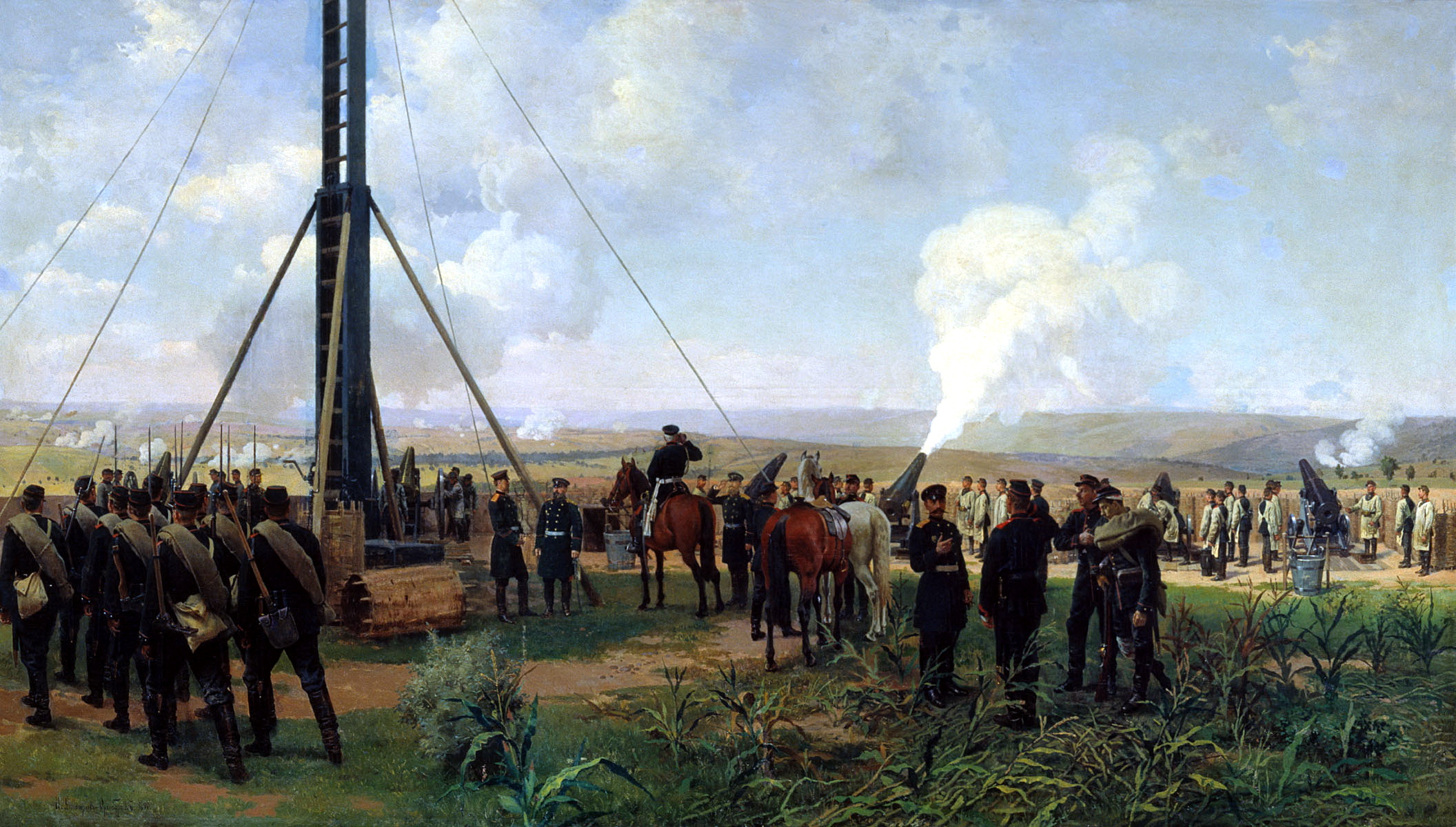
Bombardeo ruso sobre Pleven. Obra de Nikolái Dmítriev-Orenburgsky.

Las tropas rusas tomaron los dos reductos ya que la guarnición turca que los defendía había sido diezmada en el combate anterior y por la artillería. Mijaíl Skóbelev se presentó en los reductos vestido con una casaca blanca y montado sobre un caballo blanco, haciendo gala de su sobrenombre “El General Blanco” y fue recibido por los soldados rusos con una sonora aclamación.
A pesar del éxito, la situación de Skóbelev era delicada ya que había perdido muchos hombres en los ataques y era susceptible a un contraataque turco. Mijaíl pidió refuerzos pero le fueron negados al mismo tiempo que Osman Pasha se daba cuenta de la importancia de recuperar los reductos.
El día 12, los turcos realizaron repetidos ataques contra las posiciones aliadas con el objetivo de recapturar los reductos.  Durante el segundo intento, las líneas rusas estuvieron a punto de colapsarse pero Skóbelev apareció sobre su caballo blanco entre las tropas y los turcos pudieron ser expulsados.  Finalmente, en la tarde del día 12 Skóbelev no tuvo otra alternativa que retirarse de los reductos.
Los diferentes intentos aliados por tomar Pleven fracasaban por lo que se decidió rendir la ciudad por hambre. A mediados de octubre, la guarnición turca podía solo disfrutar de medias raciones. Un mes más tarde se encontraban sin alimentos. Osman Pasha solo tenía dos opciones, romper el cerco o rendirse. El 28 de noviembre intentó romper el cerco aliado pero ante la imposibilidad de realizarlo finalmente se rindió

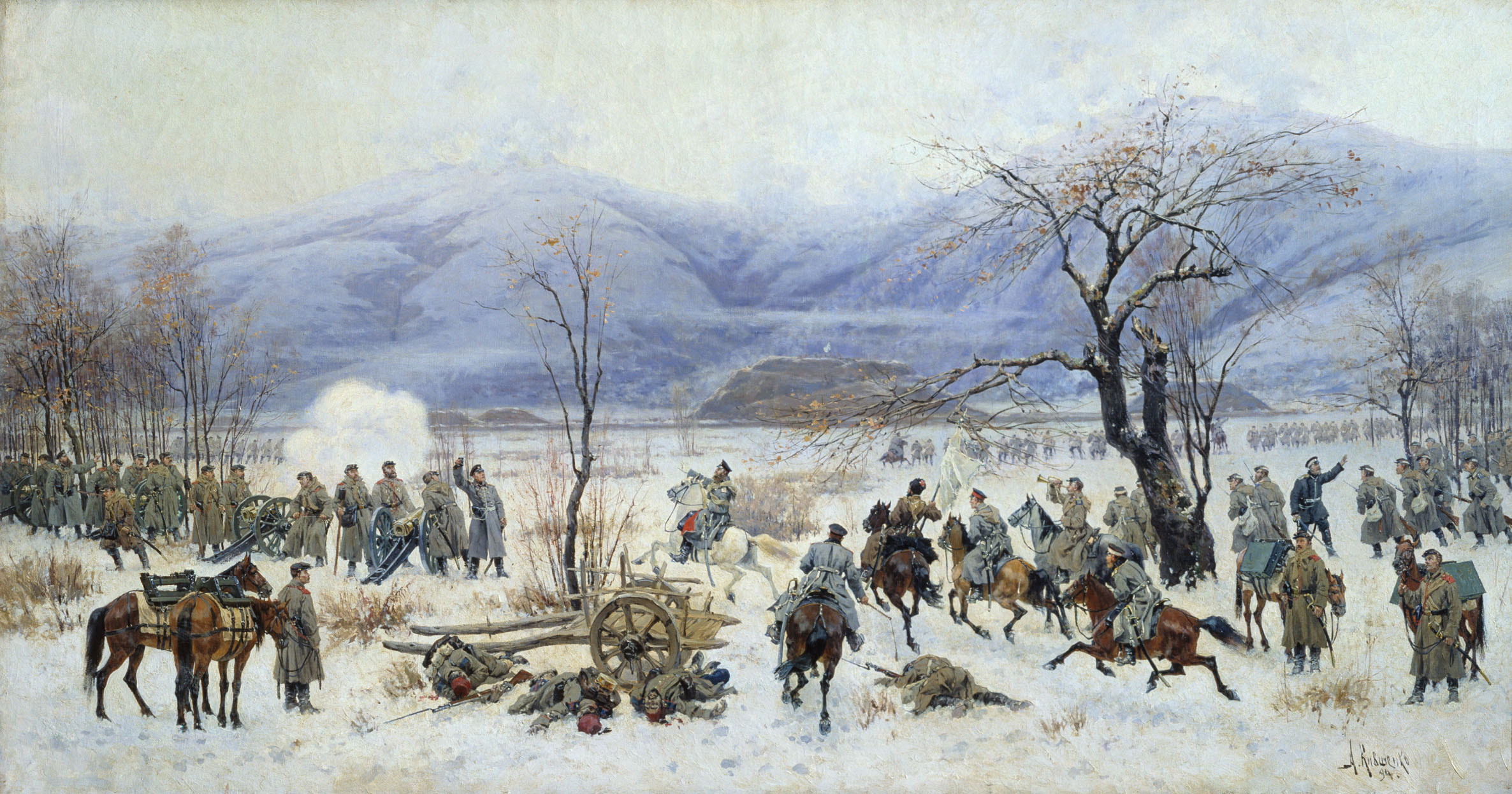
Batalla del paso de Shipka. Obra de Nikolái Dmítriev-Orenburgsky.

Alejandro II de Rusia, que se encontraba con el ejército en Pleven había observado el buen desempeño de Mijaíl Skóbelev y lo ascendió a Teniente General y lo nombró Caballero de San Estanislao de Máximo Grado.
A inicios de 1878 Mijaíl lideró el ataque al paso de Shipka y obligó al ejército otomano de Suleiman Pasha a rendirse capturando 36.000 soldados y 90 cañones. El 8 de enero se apoderó de Adrianópolis y tras dar un breve descanso a sus tropas continuó su avance hacia Constantinopla.
En febrero, las tropas rusas de Skóbelev se encontraban ya en San Stefano a solo 12 km de Estambul y el Imperio Otomano se vio obligado a pedir la paz.

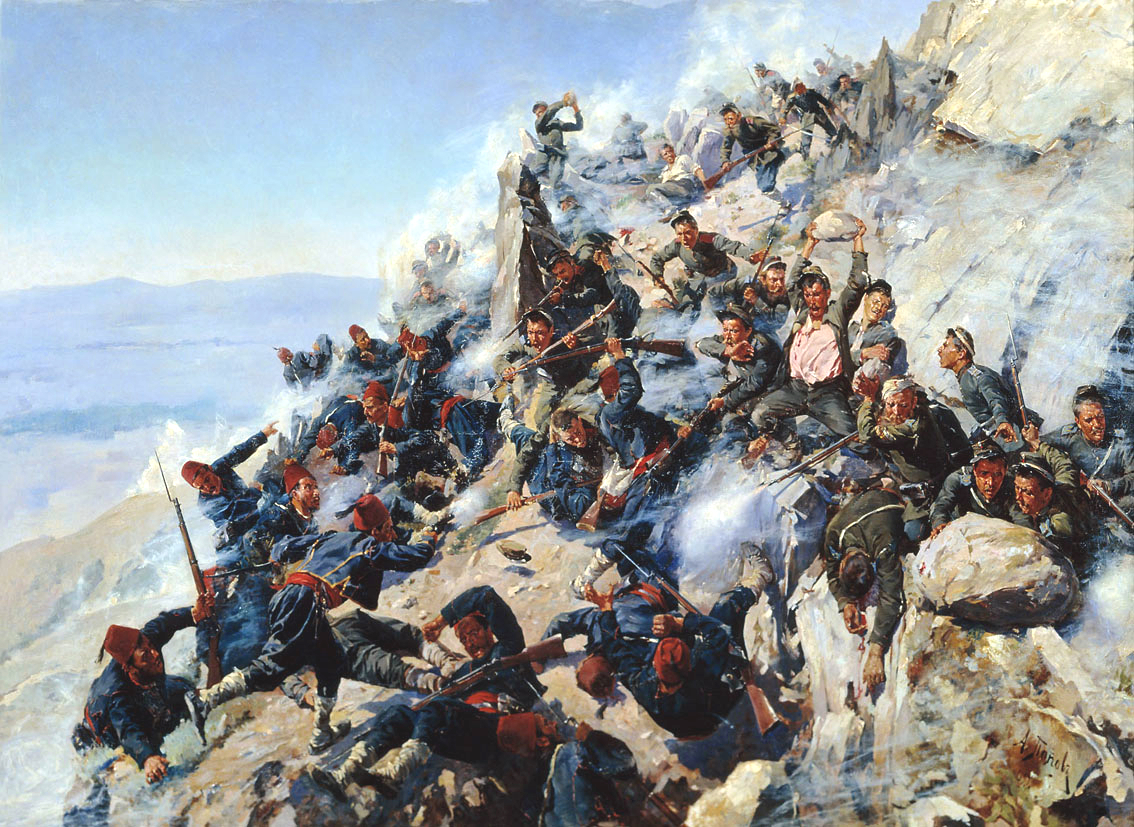
Batalla del paso de Shipka. Obra de Alekséi Kivshenko.

Por temor a los progresos rusos, Gran Bretaña había enviado una flota de acorazados a la zona y presionó para que el Imperio Ruso negociase. Poco después se firmó el Tratado de San Stefano  que reorganizaba las antiguas posesiones balcánicas del Imperio otomano pero el Imperio Británico y el Imperio austrohúngaro se opusieron a este tratado que por temor de que Bulgaria se convirtiera en un satélite del Imperio Ruso y una amenaza para el Imperio otomano. El tratado se modificó cuatro meses más tarde tras el Congreso de Berlín, en el Tratado de Berlín.

### La conquista rusa de Turkmenistán (1879-1884)
En 1880, Mijaíl Skóbelev regresó a Asia Central para participar en la conquista de Turkmenistán. 
En 1881, se avanza hacía el objetivo fijado por el zar Alejandro II, la ciudad de Gökdepe ante la que había fracasado un ejército ruso en 1879. 
A finales de noviembre, comenzó el asedio de Gökdepe que contaba con una guarnición de 12.000 turcomanos.
Los turcomanos realizaron varias salidas pero Mijaíl Skóbelev continuó con el bombardeo con sus 60 piezas de artillería y ordenó el minado de varios puntos de la muralla.
Las minas explotaron el 12 de enero y dejaron expuesta la zona sureste de la fortaleza. Skóbelev ordena avanzar a los regimientos rusos y conquistan la ciudad. Las bajas rusas asciendieron a 268 soldados.
A la captura de la fortaleza siguió la masacre de los 6.500 turcomanos que la defendían junto a otras 8.000 personas que se habían refugiado en la ciudad, la mayoría de ellas mujeres y niños.
Este ensañamiento no era casual ya que uno de los lemas de Skóbelev era que:

“En Asia la duración de la paz es directamente proporcional a la carnicería que se pueda infligir al enemigo. Cuanto más fuerte los golpees, más tiempo permanecerán tranquilos después”

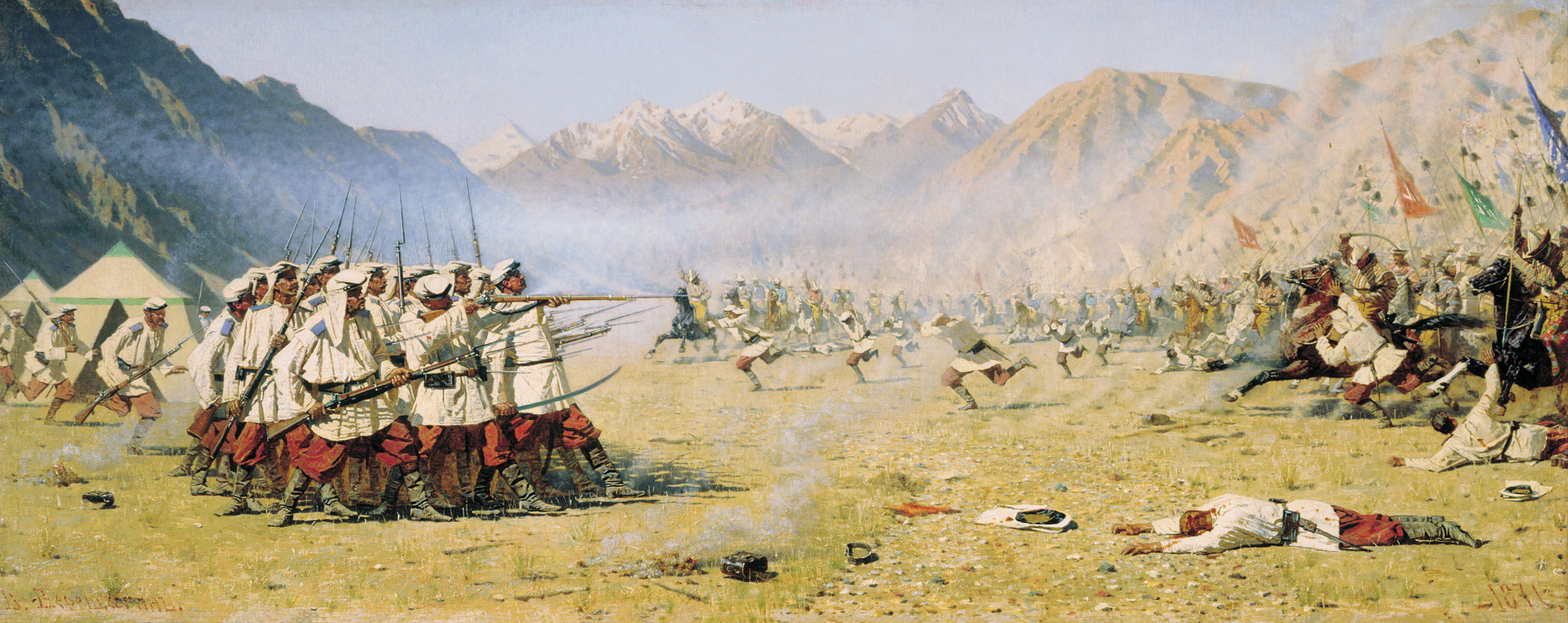
Enfrentamiento entre soldados rusos y turcomanos. Obra de Vasili Vereshchaguin.

Alejandro III de Rusia tras la conquista de Gökdepe ascendió a Mijaíl Skóbelev a General de Infantería y lo condecoró con la Cruz Militar de San Jorge.
Tras la toma de Gökdepe cayeron Ajal Teké y Asjabad y el 24 de marzo de 1881, Alejandro III de Rusia, ordena la anexión de las tierras de la tribu de los Teké.
A pesar de lo exitosa de la campaña, Mijaíl Skóbelev fue apartado del mando en Turkmenistán ya que la matanza de Gökdepe causó un gran escándalo entre la opinión pública de las potencias occidentales y presionaron para que fuera apartado del mando.

### Actuación política

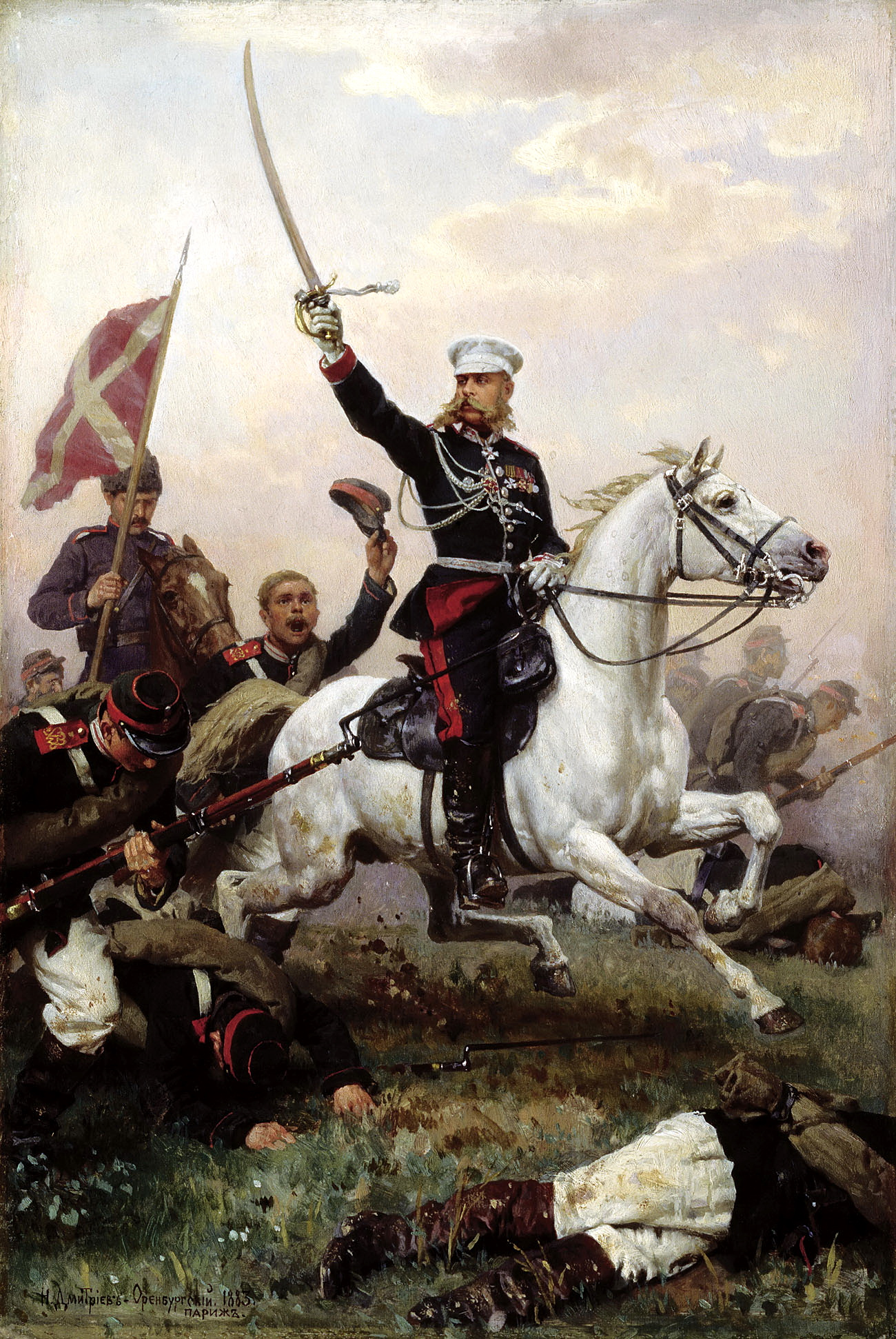
Mijaíl Dmítrievich Skóbelev. Obra de Nikolái Dmítriev-Orenburgsky.

Mijaíl Skóbelev llegó a San Petersburgo en un momento tumultuoso, Alejandro II de Rusia había muerto poco antes asesinado por la organización Naródnaya Volia y había sido sucedido por Alejandro III.
Mijaíl Skóbelev inició una carrera política con la misma ambición que lo había caracterizado durante su carrera militar. 
A comienzos de 1882 protagonizó dos discursos en San Petersburgo y París de marcado carácter antigermánico, lo que supuso un pulso al zar Alejandro III quien acababa de formar la alianza conocida como Liga de los Tres Emperadores con Guillermo I de Alemania y Francisco José I de Austria. Los discursos de Mijaíl Skóbelev versaban sobre la ayuda que necesitaban los bosnios en su lucha contra los austriacos y de lo inevitable de un choque entre eslavos y  germanos como finalmente sucedería en la Primera Guerra Mundial.
Alejandro III que no quería que Skóbelev influyese en su política exterior lo nombró Jefe del Cuerpo del Ejército de Minsk, en la frontera occidental del Imperio.
El 22 de junio de 1882 viajó hacía Moscú donde apareció muerto del 25 de junio en el Hotel Duseaux en extrañas circunstancias. Aunque los médicos dieron como culpable de su muerte una “parálisis de corazón y pulmones” pronto se teorizó con la posibilidad de que hubiese muerto víctima de un envenenamiento.